# Anos

Anos este o comună în departamentul Pyrénées-Atlantiques din sud-vestul Franței. În 2009 avea o populație de 193 de locuitori.

## Evoluția populației
| An        | 1975 | 1982 | 1990 | 1999 | 2006 | 2009 |
| --------- | ---- | ---- | ---- | ---- | ---- | ---- |
| Populație | 44   | 62   | 120  | 149  | 181  | 193  |